# Le Plessis-Belleville
Le Plessis-Belleville é uma comuna francesa na região administrativa de Altos da França, no departamento de Oise. Estende-se por uma área de 6,86 km². Em 2010 a comuna tinha 3 672 habitantes (densidade: 535,3 hab./km²).